# Егнаций Луцилиан
Егнаций Луцилиан (на латински: Egnatius Lucillianus; * ок. 210; † сл. 244 г.) е политик на Римската империя по времето на император Гордиан III.

## Биография
Произлиза от фамилията Егнации. Син е на Луций Егнаций Виктор Лолиан (суфектконсул около 219 г.). Баща му е брат на Егнация Мариниана, която е втората съпруга на римския император Валериан I и майка на император Галиен.
Той е управител или легат (legatus Augusti pro praetore) на провинция Долна Британия в Еборакум между 238 – 244 г. в провинция Британия. Неговият колега е Мецилий Фуск.

## Деца
- Егнаций Луцил (консул 265 г.).